# آکیله کومپانیونی

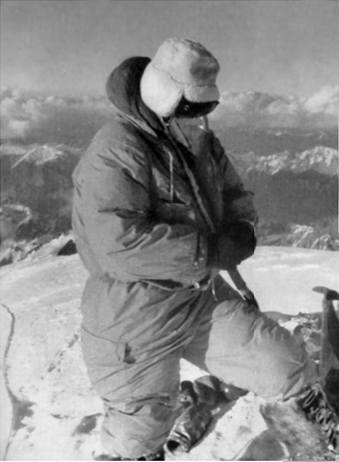
کومپانیونی بر فراز کی۲ به عنوان نخستین صعود در ۳۱ ژوئیه ۱۹۵۴.

آکیله کومپانیونی (انگلیسی: Achille Compagnoni; ۲۶ سپتامبر ۱۹۱۴ – ۱۳ مهٔ ۲۰۰۹) یک کوهنورد ایتالیایی است که به همراه لینو لاچدلی، اولین کسانی بودند که در ۳۱ ژوئیه ۱۹۵۴ بر فراز کی۲ (۸۶۱۱ متر) ایستادند. او همین‌طور به خاطر جاگذاشتن همنوردهایش، امیر مهدی (کوهنورد پاکستانی) و والتر بوناتی در شرایطی بسیار سخت، برای نگه‌داشتن افتخار این فتح برای خودش نیز مشهور است.

## حواشی فتح کی۲
در صعود موفق کی۲، کومپانیونی تصمیم گرفت تا کمپ آخر را در ارتفاعی بالاتر از آن‌چه پیش‌تر در اردو تصویب شده بود، برپا کند. او ادعا کرد که بوناتی، مقداری از اکسیژنی که قرار بود برای صعود حمله به کومپانیونی برساند را مصرف کرده بوده است و بنابراین، نتوانسته در صعود شرکت داشته باشد. بوناتی این مسئله را رد کرد و در ۱۹۶۴ در دادگاه تبرئه شد. 
بوناتی و کوهنورد پاکستانی، امیر مهدی، قرار بود تا اکسیژن مورد نیاز کومپانیونی و لاچدلی را برای صعود حمله به آن‌ها برسانند. این صعود، صعودی حماسی و بااهمیت به‌حساب می‌آمد و هر دو کوهنورد در مسیر، از سنگینی کپسول‌های اکسیژن و سختی راه، از پا درآمده بودند. بوناتی و مهدی هنگام غروب به شانه‌ای در ارتفاع ۷۹۲۵ متری رسیدند که در آن‌جا برای برپایی کمپ آخر، توافق کرده بودند اما در آن‌جا کمپ و چادری نیافتند. پس از احساس خطر کردن بوناتی و مهدی، آنها تلاش کردند تا با کومپانیونی و لاچدلی تماس برقرار کنند. آن‌ها از کمپ پاسخ دادند که کپسول‌ها را همان‌جا رها کنند و برگردند. بوناتی چراغ کمپ را از آن فاصله می‌دید که پس از یک تراورس دشوار در ۲۰۰ متری‌اش قرار داشت. او از کومپانیونی و لاچدلی خواست تا به آن‌ها کمک کنند تا به کمپ برسند. پس از این پیام، چراغ کمپ خاموش شد و کومپانیونی و لاچدلی دیگر پاسخ ندادند و آن دو را در ارتفاع ۸۰۰۰ متری و در هوای آزاد، رها کردند.
بوناتی دریافت که مهدی، توانایی برگشتن در شب را ندارد. آن‌ها مجبور شدند تمام شب را در همان شانه بمانند و با سرما مبارزه کنند. این اتفاق برای مهدی، به قیمت از دست دادن انگشت‌های پاهایش تمام شد. کومپانیونی تصمیمش مبنی بر جابه‌جایی چادر را به علت دوری از آویزان شدن از لبه یخچال عنوان کرده است اما در حقیقت، انگیزه‌اش از این کار، جلوگیری از رسیدن بوناتی به کمپ و شرکت نداشتن او در صعود اصلی بوده است. بوناتی در میان کوهنوردان حاضر در اردو، در بهترین شرایط بدنی قرار داشت و منطقی بود که او به عنوان گزینه اصلی برای صعود نهایی انتخاب شود. اگر او می‌توانست به تیم صعود ملحق شود، می‌توانست بدون مصرف اکسیژن صعود را به پایان برساند و اگر در انجام این کار موفق می‌شد، تمام صعودهای کومپانیونی را تحت‌الشعاع قرار می‌داد. کومپانیونی تصمیم گرفته بود بوناتی را از رسیدن به کمپ، دلسرد کند.
در ساعت ۶:۱۰ دقیقه بعد از ظهر روز بعد، کومپانیونی و لاچدلی قله کی۲ را با استفاده از ذخیره اکسیژنی که مهدی و بوناتی برایشان آورده بودند، فتح کردند. مدیر اردو در گزارشش تنها به اشاره‌ای از شب بیرون ماندن این دو کوهنورد اشاره کرد و دولت ایتالیا مبلغ کمی را برای جبران اتفاق رخ داده به مهدی اختصاص داد که توسط پسرش، انکار شده است. سرمازدگی مهدی به این علت، باعث سرافکندگی اردوی ایتالیا شد.
در سال ۲۰۰۴، لاچدلی، روایت بوناتی از اتفاقات رخ داده در صعود به کی۲ را در کتابی تأیید کرد. در ۲۰۰۶، کتاب به انگلیسی ترجمه شد و کلوپ آلپاین، روایت بوناتی را در سال ۲۰۰۸ رسماً تأیید کرد. بوناتی هیچ‌گاه با کومپانیونی آشتی نکرد.